# Бодајбо
Бодајбо (рус. Бодайбо) град је у Русији у Иркутској области. Према попису становништва из 2010. у граду је живело 15340 становника.

## Становништво
| 1939.  | 1959.  | 1970.  | 1979.  | 1989.  | 2002.  | 2010.  |
| ------ | ------ | ------ | ------ | ------ | ------ | ------ |
| 15.100 | 18.226 | 13.898 | 14.411 | 20.939 | 16.504 | 15.340 |